# Elezioni presidenziali in Francia del 1848
Le elezioni presidenziali francesi del 1848, organizzate per eleggere il primo Presidente della Seconda repubblica francese, si svolsero il 10 e l'11 dicembre; esse portarono alla sorprendente vittoria (con il 74,33% dei consensi) di Louis-Napoléon Bonaparte, eletto al primo turno a suffragio universale maschile per un mandato di 4 anni, dopo i quali il Presidente soppresse la forma repubblicana e restaurò l'Impero.
Si trattò della prima elezione presidenziale nella storia della Francia; tali elezioni presidenziali a suffragio universale diretto restarono comunque un'esperienza unica per la Francia fino alle elezioni del 1965.

## Elezioni
La Costituzione francese del 1848 prevedeva un unico turno elettorale: qualora nessun candidato avesse raggiunto almeno il 50%+1 dei consensi, l'Assemblea nazionale costituente avrebbe deciso il vincitore tra i primi cinque candidati. Il Presidente del Consiglio uscente Louis-Eugène Cavaignac sembrava certo di vincere, anche perché l'Assemblea nazionale costituente avrebbe optato certamente per lui in assenza di una maggioranza assoluta.
Inoltre l'altro candidato competitivo, Luigi Napoleone Bonaparte, non aveva una lunga carriera politica alle spalle: tuttavia i monarchici (sia i legittimisti sia gli orleanisti) e gran parte della classe più agiata lo consideravano il male minore, un uomo che avrebbe ristabilito l'ordine, fermato l'instabilità francese ed evitato una rivoluzione proto-comunista, auspicata da Friedrich Engels.
Una buona parte della classe operaia, invece, venne conquistata dalle vaghe rivendicazioni progressiste che Luigi Napoleone Bonaparte lanciò in campo economico. La sua schiacciante vittoria, comunque, fu dovuta soprattutto al sostegno delle masse rurali non politicizzate, a cui il nome di "Bonaparte" suscitava ancora gloriosi ricordi, a differenza degli altri contendenti che erano invece poco conosciuti.
Luigi Napoleone Bonaparte ricevette la maggioranza dei suffragi in tutti i dipartimenti tranne nel Var, nelle Bocche del Rodano, nel Morbihan e nel Finistère, nei quali si registrò la vittoria di Louis-Eugène Cavaignac. Al termine delle consultazioni, il nipote di Napoleone I divenne il secondo presidente d'Europa (dopo lo svizzero Jonas Furrer eletto nel novembre 1848) e il primo (in Francia e in Europa) ad essere eletto da un voto popolare (suffragio universale maschile).

## Risultati
| Candidati                | Partiti           | Voti      | %     |
| ------------------------ | ----------------- | --------- | ----- |
| Louis-Napoléon Bonaparte | Bonapartista      | 5 434 226 | 74,33 |
| Louis Eugène Cavaignac   | Moderato          | 1 448 107 | 19,81 |
| Alexandre Ledru-Rollin   | Socialdemocratico | 370 119   | 5,06  |
| François-Vincent Raspail | Socialista        | 36 920    | 0,50  |
| Alphonse de Lamartine    | Liberale          | 17 210    | 0,24  |
| Nicolas Changarnier      | Monarchico        | 4 790     | 0,07  |
| Totale                   | Totale            | 7 311 372 | 100   |